# Kaitajärvi (sjö i Ilomants, Norra Karelen)
Kaitajärvi är en sjö i kommunen Ilomants i landskapet Norra Karelen i Finland. Sjön ligger 144,7 meter över havet. Den är 20,08 meter djup. Arean är 73 hektar och strandlinjen är 10,13 kilometer lång. Sjön  ingår i Vuoksens huvudavrinningsområde.   Den ligger omkring 71 kilometer öster om Joensuu och omkring 420 kilometer nordöst om Helsingfors. 
Kaitajärvi ligger väster om Valkiajärvi. Petkeljärvi nationalpark ansluter i nordöst. 